# 9 صفر
- السبت
- الأحد
- الاثنين
- الثلاثاء
- الأربعاء
- الخميس
- الجمعة

- 283 أغسطس 2024
- 294 أغسطس 2024
- 15 أغسطس 2024
- 26 أغسطس 2024
- 37 أغسطس 2024
- 48 أغسطس 2024
- 59 أغسطس 2024
- 610 أغسطس 2024
- 711 أغسطس 2024
- 812 أغسطس 2024
- 913 أغسطس 2024
- 1014 أغسطس 2024
- 1115 أغسطس 2024
- 1216 أغسطس 2024
- 1317 أغسطس 2024
- 1418 أغسطس 2024
- 1519 أغسطس 2024
- 1620 أغسطس 2024
- 1721 أغسطس 2024
- 1822 أغسطس 2024
- 1923 أغسطس 2024
- 2024 أغسطس 2024
- 2125 أغسطس 2024
- 2226 أغسطس 2024
- 2327 أغسطس 2024
- 2428 أغسطس 2024
- 2529 أغسطس 2024
- 2630 أغسطس 2024
- 2731 أغسطس 2024
- 281 سبتمبر 2024
- 292 سبتمبر 2024
- 303 سبتمبر 2024
- 14 سبتمبر 2024
- 25 سبتمبر 2024
- 36 سبتمبر 2024

9 صَفَر أو 9 صَفَر الخير أو 9 صَفَر المُظفَّر أو يوم 9 \ 2 (اليوم التاسع من الشهر الثاني) هو اليوم التاسع والثلاثين من أيَّام السنة وفق التقويم الهجري القمري (العربي). يبقى بعده 315 أو 316 يومًا لانتهاء السنة.

## أحداث
- 495هـ - تولي الآمر بأحكام الله المنصور بن أحمد المستعلي بالله عرش الدولة الفاطمية، وهو الخليفة الفاطمي العاشر في سلسلة الخلفاء الفاطميين.
- 543هـ - الصليبيون يفكون الحصار عن مدينة دمشق بعد أن كانت قواتهم قد تجمعت للاستيلاء على المدينة وضربوا حولها حصارًا، لكن المسلمين أجبروا الصليبيين على التراجع وفك الحصار وذلك في الحملة الصليبية الثانية.
- 656هـ - دخول هولاكو خان مدينة بغداد عاصمة الخلافة العباسية بعد إعلان الخليفة العباسي المستعصم بالله تسليم المدينة للمغول دون قيد أو شرط في الرابع من صفر سنة 656هـ.
- 658هـ - سقوط مدينة حلب في يد التتر، وهي أول مدينة شامية واجهت الغزو المغولي بعد سقوط بغداد.
- 951هـ - اعتراف ملوك أوروبا بسيادة الدولة العثمانية على أراضي المجر بعد عشرين عامًا من الحروب منذ نجاح العثمانيين من فتح المجر وضمها ضمن أراضي الدولة الإسلامية.
- 1107هـ - الأسطول العثماني يخوض معركة بحرية ضد الأسطول البندقي خارج مياه جزيرة ميدلي القريبة من اليونان، أسفرت عن مقتل 5 آلاف بندقي، مقابل 300 عثماني فقط.
- 1236 هـ - أهل فاس البالي يبايعون مولاي إبراهيم بن اليزيد خارجين بذلك عن بيعة السلطان سليمان بن محمد.
- 1310هـ - صدور العدد الأول لمجلة الهلال الثقافية.
- 1328هـ - مقتل بطرس باشا نيروز غالي رئيس وزراء مصر الأسبق على يد إبراهيم ناصف الورداني.
- 1337هـ -
  - الحكومة الشيوعية في روسيا تلغي معاهدة برست ليتوفسك للسلام مع دول المحور في الحرب العالمية الأولى.
  - قوات الحلفاء تحتل إستانبول عاصمة الدولة العثمانية.
- 1354هـ - المقيم الفرنسي في تونس بيرتون يعطل جريدة الزهو التي تعد من أهم الجرائد الهزلية في تونس، وكان صاحبها عثمان الغربي الشاعر والأديب الشعبي يكرسها لمقاومة البدع، ونشر الأخلاق الفاضلة.
- 1357هـ - التونسيون ينتفضون ضد المستعمر الفرنسي فيما عرف باسم ثورة 9 أبريل.
- 1362هـ - وقوع معركة ممر قصرين عندما قام فيلق أفريقيا الألماني بقيادة إرفين رومل بالهجوم على دفاعات قوات الحلفاء في تونس.
- 1365هـ - إعلان ألبانيا أنها أصبحت جمهورية شعبية بعد إلغاء الملكية، وتولي أنور خوجة زعامة الدولة.
- 1399هـ - نجاح الثورة الإيرانية بزعامة الإمام الخميني، وإعلان قيام نظام الجمهورية الإسلامية.
- 1404هـ - افتتاح مطار الملك خالد الدولي في العاصمة السعودية الرياض، وهو أكبر مطار بالعالم من حيث المساحة إذ تبلغ مساحته 221 كيلومترًا، وقد كلفت عملية إنشائه إلى 21 مليار جنيه إسترليني، ويرتفع برجه 74 مترًا وهو أعلى برج طائرات في العالم.
- 1408هـ - الرئيس التونسي الحبيب بورقيبة يعين زين العابدين بن علي رئيسًا للوزراء.
- 1417هـ - سقوط 16 قتيل من الجيش الأمريكي في تفجير أبراج الخبر في السعودية.
- 1428هـ -
  - محكمة العدل الدولية تعتبر إن قتل ثمانية آلاف مسلم بمذبحة سربرنيتشا في البوسنة والهرسك عام 1995 جريمة إبادة جماعية، لكنها امتنع عن تحميل صربيا المسؤولية عنها.
  - الكويت تعلن عن إصابة 20 طائر بإنفلونزا الطيور في حديقة الحيوان وأحد مزارع الدواجن.
- 1432هـ - الوزير التونسي الأول محمد الغنوشي يعلن توليه السلطة مؤقتًا بسبب تعذر أداء الرئيس زين العابدين بن علي لمهامه بعد مغادرته تونس على إثر اندلاع ثورة ضد حكمه.
- 1435هـ - السلطات البنغالية تُعدم الأمين العام للجماعة الإسلامية في بنغلاديش عبد القادر ملا.
- 1440هـ -
  - وفاة ما لا يقل عن 60 شخصًا دهسًا في حادث قطار بمدينة أمريتسار في إقليم البنجاب بالهند.
  - السعودية تُعلن مقتل الصحفي جمال خاشقجي في قنصليتها بتركيا، بعد أن اختفى بعيد دخولها قبل بضعة أيَّام، وتحديدًا يوم 22 محرم.

## مواليد
- 1263 هـ - عبد المجيد الخاني، عالم مسلم ومتصوف وشاعر سوري.
- 1344 هـ - أحمد سعيد، مذيع مصري.
- 1368هـ - أبو العباس، قائد سياسي فلسطيني.
- 1378هـ - آثار الحكيم، ممثلة مصرية.

## وفيات
- 37هـ - عمار بن ياسر، أحد الصحابة ومن السابقين إلى الإسلام.
- 595هـ - ابن رشد، فيلسوف وطبيب أندلسي.
- 1328هـ - بطرس باشا نيروز غالي، رئيس وزراء مصر.
- 1365هـ - صفية زغلول، زوجة الزعيم سعد زغلول.
- 1369هـ - بشارة واكيم، ممثل مصري.
- 1413هـ - أبو القاسم الخوئي، مرجع ديني شيعي.
- 1435هـ - عبد القادر ملا، الأمين العام للجماعة الإسلامية في بنغلاديش.

## وصلات خارجية
- موقع قصة الإسلام: حدث في شهر صفر.